# Амес, Рэйчел
Рэйчел Амес (англ. Rachel Ames; род. 2 ноября 1929, Портленд) — американская телевизионная актриса.
Амес родилась в Портленде (штат Орегон). Дебютировала в кинофильме 1951 года «Когда миры столкнутся», после чего продолжила свою телекарьеру в эпизодических ролях в таких шоу, как «Альфред Хичкок представляет», «Письмо Лоретте», «Перри Мейсон», «Лесси» и десятках других.
Амес добилась национальной известности благодаря своей роли Одри Харди в дневной мыльной опере «Главный госпиталь», где она снималась на протяжении сорока лет — с 1964 по 2007 год. Амес принадлежит рекорд по продолжительности участия в «Главном госпитале». В 2003 году она перестала сниматься в «Главном госпитале» и с тех пор лишь периодически возвращалась к этой роли: в 2009 и 2013 годах. Съёмки в 2013-м были связаны с пятидесятилетием сериала.
В 2004 году Рэйчел Амес получила специальную Дневную премию «Эмми», а в семидесятых несколько раз выдвигалась на премию за лучшую женскую роль в драматическом сериале.

## Личная жизнь
Была замужем за актёром Барри Кэхиллом.

## Мыльные оперы
- Главный госпиталь (23 февраля 1964 — 23 марта 2007; 19 октября 2009 — 20 октября 2009; 1 апреля 2013 — 2 апреля 2013)
- Порт Чарльз (1997—1998)